# Goggle.com
Goggle.com (ゴッグルドットコム) はかつて存在した偽ドメインを使った悪質なタイポスクワッティングサイトである。アクセスすると、コンピューターに有害なソフトウェアなどがインストールされた。ドメインが取得されたのは1998年だが、被害は2005年頃から確認されている。

## 概要
1998年から存在するウェブサイトである。google.comのタイポスクワッティングサイトであり、アクセスしたコンピューターにマルウェアなどをインストールするというものであった。
2005年頃から被害が確認されており、google.comのミスタイプでアクセスしてしまい被害にあったものが見られる。被害はアクセスごとに異なった。また、「goggle.com」のみならず「google.net」や「goggle.org」でも同様の被害が確認されていた。
2012年前後には、単なるフィッシング詐欺サイトが表示されたとの報告もある。
2022年に、上記の3ドメインがGoogleの管理下になったことが判明した。2022年の「Right of the Dot auction」にこれらのドメインが出品されており、そこで何者かが27万ドルで落札したことが確認されている。その落札後、ネームサーバーがGoogleのものに置き換えられた。ウェブアーカイブ上には出品されていた際のページの様子が残されている。
goggle.comは、インターネット上で「検索してはいけない言葉」としても知られている。
類似サイトとしてgooogle.comやgogle.comなどもある。これらも既にGoogleの管理下になっている。

## 被害
goggle.comのアクセス結果や被害は時期によって異なる。

### サイト始動(1998年)~2004年頃
goggle.comの原型であり、最も古いとされる情報である。1998年にドメインが取得されているが、この頃はまだ被害が確認されていなかった。

### 2005年~2006年頃
goggle.comによるウイルスのインストールなどの、Goggle.comを代表する被害が確認された時期である。
アクセスすると大量のポップアップウインドウが開く、マルウェアがインストールされる、様々なウェブサイトにリダイレクトされる、などとされている。
こうした被害はWindows XPやWindows 98で起こったとされ、Windows Vistaを使用した場合やFirefoxを使用した場合など、環境によってはこうした被害はなかったという話もある。

### 2011年前後
アクセスすると「Congratulations!」という表示とともにApple社の製品が当選したと表示される。Apple製品のデバイスと値段などが表示されていた。これは、Apple製品を用いた当選詐欺サイトであった。この時期はサイト始動当時のような、マルウェアがインストールされるといった害はなかった。

### 2020年前後
アクセスすると「blog.goggle.com」にリダイレクトされ、目を丸くして口に手を当てた少女の画像が表示された。
また、アメリカ合衆国の選挙調査と称して性別や年齢を尋ねてくるサイトにもなったことがある。

### 2022年~2025年現在
2022年後半以降は該当する3つのドメインがGoogleの管理下に置かれたため、何も起こらなくなっている。現在はアクセスしても何も表示されない。また、アクセスを試みても「goggle.comのホストが解決できない」というエラーが表示されるため、おそらくサーバーが存在しない。
どれほどの台数のコンピューターが被害に遭ったのかは不明だが、ドメインが落札される以前の2022年7月でのgoggle.comのアクセス数は46万6800件であったとされる。

## 攻撃手法
ActiveXの脆弱性を用いた攻撃であった可能性が指摘されている。あるいは、ソフトウェアをインストールするという被害が報告されていることから、WMFの脆弱性などの他の任意コードを実行できる脆弱性を利用したものであったと考えられている。
アクセスした場合、SpySheriffがPC上にインストールされた。それを踏み台とし、更にPC上にマルウェアが広がった。
被害の主な要因としてはWindows 98やXP以前にはソフトウェアのインストール時に確認画面が表示されずそのままインストールされていたことや、新しいのコンピューターに比べて98やXPはセキュリティ対策が不十分だったこと、脆弱性が多かった点が挙げられる。

## 対策
Googleの管理下になる以前、いくつかのソフトウェアやサービスは以下のようにユーザーの保護として独自の対策を行っていた。
- Microsoft Edgeなどのウェブブラウザではgoggle.comにアクセスしようとした際に、タイプミスではないかを確認するように促す警告が表示された。この機能は2025年7月での最新バージョンの138系でも残っている。
- McAfee SiteAdvisorでは警告が表示されるようになっている。また、McAfee公式によるSiteAdvisorの広告で、 goggle.comにアクセスするという内容のものが公開されている[9]。
- ウェブアーカイブサイトであるWayback Machineでは、「goggle.com」のみならず「goggle.net」や「goggle.org」などのドメインについて検索すると、除外されているという表示が出る[17][18]。これはURLが存在しないときに表示されるメッセージや、未収集でデータが存在しないときに表示されるメッセージとは異なる。つまり、意図的に保存されていないということである。